# Prinzessin Luise (Schiff, 1895)
Der Raddampfer Prinzessin Luise wurde 1895 in der Schiffswerft Blasewitz gebaut. Das Schiff wurde mit der Baunummer 37 auf Kiel gelegt. 1903 erhielt es den Namen Kronprinzessin. Im Jahr 1904 erfolgte die Umbenennung in Aussig.  Im Jahr 1917 erfolgte die Umbenennung in Ulderup,  1919 in Łokietek und 1934 in Faust.

## Die Zeit bis 1918
Die Schiffstaufe fand Pfingsten 1895 statt. Luise von Österreich-Toskana, die Namensgeberin des Schiffes, führte die Taufe selbst durch. Nach der Indienststellung als Glattdeckdampfer fuhr das Schiff für die Sächsisch-Böhmische Dampfschiffahrts-Gesellschaft (SBDG). Nach dem Tod König Alberts stieg ihr Mann Friedrich August zum Kronprinzen auf und sie damit zur Kronprinzessin. In der Folge wurde das Schiff 1903 in Kronprinzessin Luise umbenannt. 1904 wurde das Schiff nach einer Affäre der Kronprinzessin Luise und ihrer Flucht vom Dresdner Hof in Aussig umbenannt. Am 10. Oktober 1917 wurde das Schiff vom Deutschen Heer gemietet und unter dem Namen Ulderup, benannt nach dem heutigen dänischen Ort Ulderup, zum Kriegseinsatz auf die Weichsel verlegt. Hier wurde es der Abteilung Feldbahnen des Deutschen Heeres in Warschau unterstellt. Am 22. April 1918 legte die Warschauer Reederei Maurycy Fajan ein Kaufangebot vor. Dieses wurde von der SBDG abgelehnt, da ein Verkaufsverbot für deutsche Schiffe ins Ausland bestand. Am 4. November 1918 gab es ein Kaufangebot des Reeders Chaim Rogozik aus Płock. Auch dieses Angebot wurde aus demselben Grund abgelehnt.

## Die Zeit im polnischen Besitz
Am 25. Januar 1919 kündigte die Schifffahrtsabteilung des Feldbahnwesens mit Sitz in Berlin den Mietvertrag. Am 12. August 1919 erneuerte die Reederei Chaim Rogozik das Kaufangebot und bot 300.000 Mark für das Schiff. Das wurde aus den genannten Gründen erneut abgelehnt. Im Herbst 1919 übernahm die Warschauer Gesellschaft für Verkehr und Schifffahrt das Schiff und benannte es in  Łokietek um. Das Schiff wurde auf der Strecke Danzig–Warschau eingesetzt. Im November 1919 kam es aufgrund von Eisgang zur Beschädigung eines Schaufelrades. Das Schiff musste zur Reparatur nach Płock in die Werft geschleppt werden. Hier erhielt das Schiff im Zuge der Reparatur eine Dampfsteuermaschine und ein Steuerhaus.
Die Eigentumsfrage war aber auf deutscher Seite nicht geklärt. Am 30. Oktober 1920 forderte die SBDG vom Deutschen Herr 1.322.860,97 Mark ausstehende Miete. Erst 1921 wurden in einem Vergleich 350.000 Mark vom Reichsschatzministerium an die SBDG gezahlt.

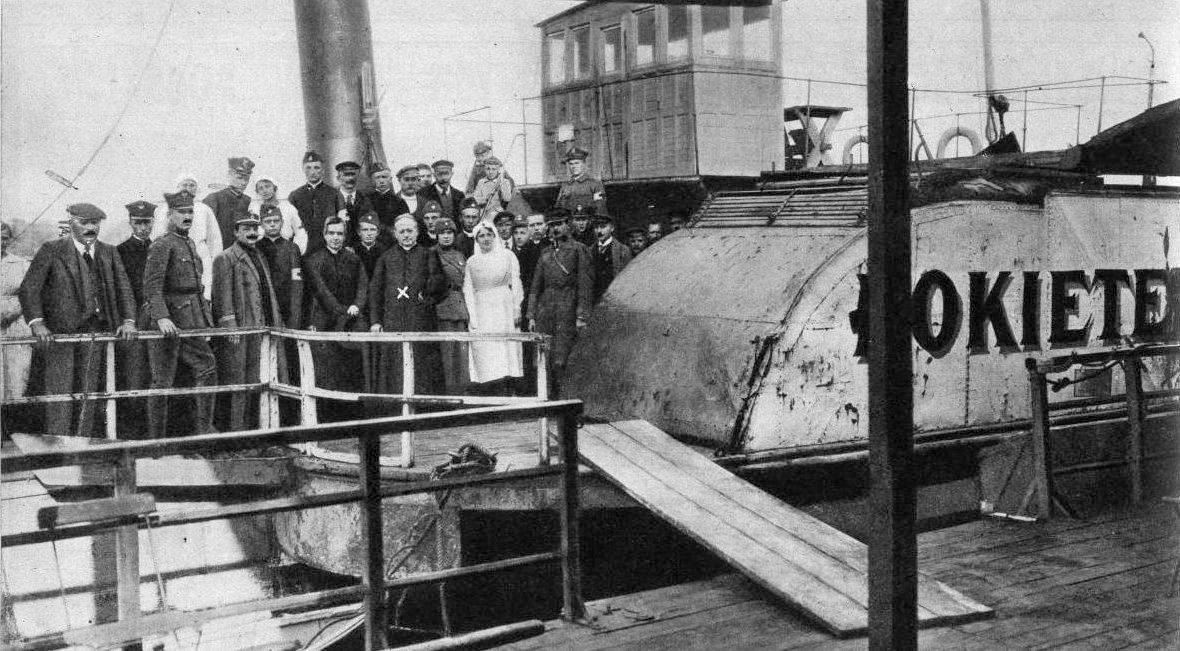
Raddampfer Łokietek zu Gast Achille Ratti

Im Polnisch-Sowjetischen Krieg war es zwischen 1920 und 1922 als Lazarettschiff unterwegs. Im August 1920 war Achille Ratti, ab 1922 Papst Pius XI., auf dem Schiff, das gerade von einer Fahrt zur Festung Modlin zurückgekehrt war, zu Gast. Ab 1922 übernahm es die Gesellschaft der Vereinigten polnischen Schifffahrt. Im Jahr 1924 übernahm der Reeder Juliusz Dunin–Holecki aus Płock das Schiff. Nach der Vereinigung der polnischen Reedereien übernahm im Jahr 1927 die polnische Binnenschifffahrt „Weichsel“ mit Sitz in Warschau das Schiff.
Im Oktober 1928 kam es in Włocławek zu einer Grundberührung. Das Schiff wurde leck geschlagen. Es wurde wiederum in der Werft von Płock instand gesetzt. Im Jahr 1934 wurde der Name des Schiffes in Faust geändert.
Ab 1936 war die Bank Gospodarstwa Krajowego (BGK) der Schiffseigner. Im Jahr 1937 wurde das Schiff von dem Warschauer Reeder Edward Leszczynski übernommen.
Die Faust ist auch in einer kurzen Passage des 1938 gedrehten polnischen Filmes Ludzie Wisły (Menschen der Weichsel) zu sehen.
Nach dem Ausbruch des Zweiten Weltkrieges wurde es 1940 in die Weichsel Reederei GmbH eingegliedert. Über den Einsatz des Schiffes bis 1944 ist nichts bekannt.
Bei den militärischen Auseinandersetzungen des Warschauer Aufstandes im August/September 1944 wurde es durch deutsche Artillerie versenkt. Es befand sich zu diesem Zeitpunkt an der Uferpromenade Wioślarskiej im Stadtteil Czerniaków.
1947 wurde das Schiff gehoben und abgewrackt.

## Die Dampfmaschine
Die Dampfmaschine war eine oszillierende Hochdruck-Zweizylinder-Verbund-Dampfmaschine mit Einspritzkondensation. Gebaut wurde sie, wie auch der Ein-Flammrohr-Zylinderkessel, von der Schiffswerft Übigau der Deutschen Elbschiffahrts-Gesellschaft, Kette, mit der Fabrik-Nr. 93. Die Leistung betrug 140 PS. Der Dampfkessel hatte 9 bar Dampfdruck.

## Kapitäne des Schiffes
- Gustav Adolf Thieme 1896–1897
- Friedrich August Streidt 1898–1899
- Gustav Hermann Protze 1900–1917